# ペイガニズム

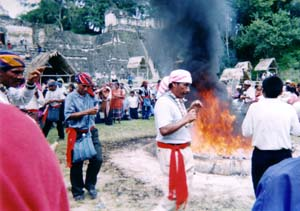
火の周りで踊るマヤの祭司

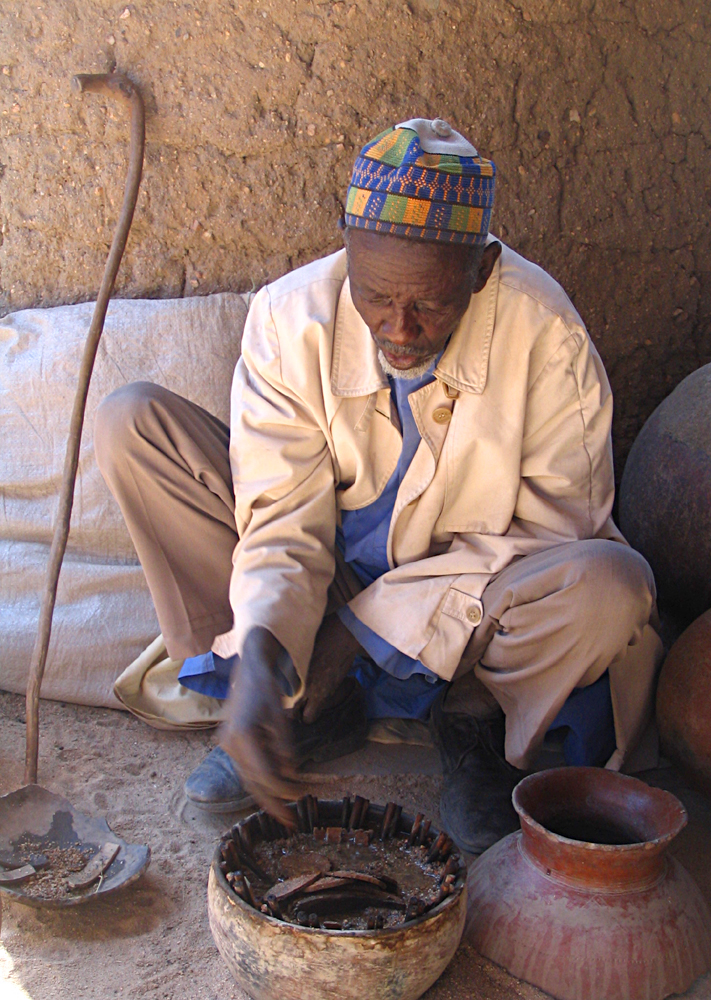
ソコト・カリフ国が西アフリカに拡大するにつれ、イスラム教を信じるフラニ族は近隣の非イスラム教徒、たとえばこの写真のカプシキの占者のような者を、キルディ（Kirdi）すなわち"pagan" と呼んだ。

ペイガニズム（古典ラテン語:pāgānus「田舎」、「素朴」、後に「民間人」、英: paganism、仏: paganisme：パガニスム、羅: paganismus）とは、4世紀の初期キリスト教徒が、ローマ帝国で多神教やユダヤ教以外の（一神教を含む）宗教を信仰していた人々に対して初めて使った言葉である。多神教や異教徒の一神教の信仰を広く包括して指し示す。
ローマ帝国の宗教思想の発展において、初期キリスト教自体がいくつかの一神教カルトの一つとして発展し、ペイガン（異教徒）という概念が生まれた。第二神殿ユダヤ教（またはヘレニズム的ユダヤ教）から生まれたキリスト教は、ディオニューソスのカルト、新プラトン主義、ミトラ教、グノーシス主義、マニ教など、異教（ペイガン）の一神教を唱える他の宗教と競合しており、多神教と共に異教をさして使うようになった。
一方、アメリカ合衆国では1960年代以降、ペイガンと自己規定する人々のさまざまな折衷主義的で個人主義的な無数の宗教運動が各地で発生しており、ペイガニズムという言葉を従来とは異なった価値観をもって使用する自称ペイガンないしネオペイガンが数千人以上の規模で存在する。

## 侮蔑語
民族学者が自然崇拝や多神教の信仰を示すのに"ペイガニズム"という語を用いることはない。自然崇拝と多神教は同じものを指してはいないし、ペイガニズムの語以外にもっと適切なカテゴリ名、例えばシャーマニズム、多神教、アニミズムといった名称があるからである。この「ペイガニズム」という語にはしばしば侮蔑の響きがあり、英語の「heathen」(野蛮人、異教徒、邪宗、邪宗門を信じる者)、「infidel」(不信心者)に相当する。小学館プログレッシブ和英中辞典では「heathen」を邪教（邪宗門、淫祠邪教等の意味）と訳している。
また、pagan はイスラムの用語「ムシュリク」つまり「アラー以外を崇拝する者」を英語へ翻訳する時に通常用いられる語でもある。
（訳注: paganismを「異教主義」、neo-paganismを「復興異教主義」と訳す場合があるが、本項目でも述べられているように、「異」なった宗教や「不信心」者であるというのはあくまでもアブラハムの宗教から見たものにすぎない。ユダヤ教やキリスト教イスラム教といったアブラハムの宗教は、文化史的にはむしろ特殊な例である。そこで、本稿では英語読みカタカナを項目名とすることとする。また、音写"ペイガニズム"であれ漢語訳であれ、元の原語がすでに侮蔑語なので、この語の使用に当たっては注意が必要である。）

## 語源

### pagan
英語 pagan の語源は、ラテン語の形容詞 paganus（「田舎の」）である。名詞 paganus（形容詞と同形）は「田舎の住民」「村人」を意味した。口語的には、誰かをbumpkin（無骨者）とか、山地住民を侮蔑して hillbilly（山猿）などと呼ぶようなものであったと思われる。paganus はほとんど例外なく侮蔑語として用いられた。ちなみに、英語の villain（悪党）も pagan同様に"villager"（むらびと）という語から派生した語である。(膨張するキリスト教信者らが北欧やスカンジナビアの異教徒を villain と呼んだ）。キリスト教信仰は極めて初期の時代から、田舎よりも都会において浸透が遥かに早かった（例えばアンティオキア、アレキサンドリア、コリント、ローマなど。実際、初期のキリスト教会はほとんど全て都会にある）。その結果じきに「田舎の住人」は「非キリスト教徒」を意味するようになり、"pagan" が現在の意味を持つ起こりとなった。このような浸透速度の差は主に、田舎の人々が保守的な性格で都市部に住む人々よりもキリスト教という新しい思想に対して抵抗したことに関係があったのかも知れないし、あるいは初期の宣教活動が、人口が拡散している田舎よりも集中している街中に力点を置いていたためかも知れない。
ラテン語 paganusの古典期以降の「非キリスト教、不信心者」としての意味論的な発展ははっきりしない。この意味がいつ発生したかは論争がある。だが、4世紀が最もそれらしいと思われる。初期の使用例はテルトゥリアヌスのDe Corona Militis xiにある: "Apud hunc [sc. Christum] tam miles est paganus fidelis quam paganus est miles infidelis"。だが、この paganus は「不信心者」より「市民」という意味で解釈すべきであろう。
この意味の発展については、主な説は3つある。
1. 古典ラテン語 pāgānus は古くは「田舎風の」（名詞としても）という意味であった。ローマ帝国の都市部でキリスト教が受容された後も、田舎の村では偶像崇拝が引き続き行われていたため、意味の変容が起きたのだと考える。Orosius Histories 1. Prol. "Ex locorum agrestium compitis et pagis pagani vocantur." 参照のこと。
2. 古典ラテン語 pāgānus のより一般的な意味は「（軍人ではない）一般市民」（形容詞、名詞）であった。キリスト教徒はローマカトリック教会の mīlitēs （応召兵）を自称していたため、自分たち以外を「（教会の）軍に参加していない」一般市民と呼んだ。
3. 「野蛮な異教徒」という意味は、paganus の解釈の一つから生まれた。paganus は共同体やグループから外れたアウトサイダーを指すことがあった。そのため、「街の者ではない」すなわち「田舎者」となったのである。Orosius Histories 1. Prol. "ui alieni a civitate dei..pagani vocantur." C. Mohrmann, Vigiliae Christianae 6 (1952) 9ff. を参照[4]。

フランス語"paysan"（小作農、小規模な農家）は、英語"Pagan"と同じラテン語を起源としており、古フランス語 paisentを経由したものである。
そもそも、ラテン語 paganus（パガヌス）は、「田舎、地方」を意味するラテン語 pagus（パグス）から派生したものであり、この pagusは、ギリシャ語の πάγος（パゴス=岩だらけの丘の意）と同系であり、さらに遡ればランドマークとして「地面に打たれた何か」に行き当たる: 印欧祖語の語幹 *pag- は「固定された」という意味で、"page"（ページ）、"pale"（柵）、"pole" （ポール）、"pact" （契約）、"peace"（平和）などの語源になっている。
比喩的な用法を通して、後に paganus は「田舎の地方、村」、「地方在住者」を意味するようになった。ローマ帝国が軍事独裁の傾向を強めていく中で、4世紀から5世紀にそれは「市民」を意味するようになった（英語でいう「地元住民」と類似した意味合いで）。この言葉に負のイメージが付き始めたのは、古代ローマ帝国後期にコロナートゥス（農奴制）を導入し、農業従事者が法的に土地に縛り付けられるようになってからのことである。同時にこの単語はウェルギリウスが『農耕詩』で尊敬の念とともに触れたような、地方に住む人たちの素朴な古くからの信仰を暗示するようになった。似た意味を持つ heathen（後述）と同様に、中英語を話すキリスト教信者によって、あまりに素朴であるためキリスト教を信仰しない人々を罵る言葉として採用された。加えて、ヨーロッパの田舎はキリスト教の押しつけに対して最も抵抗した土地柄であって、ヨーロッパのキリスト教世界に対し武力で抵抗し、頑固に自然信仰を守ったため、中世においてこの言葉の意味合いは再度強調されることになった。
前述のように、paganは保守的な信条を抱く田舎の人々に対する侮蔑語となり、口語化の進展とともに、主に「都会」の新興勢力であったキリスト教化されたローマ社会に対して前キリスト教/非キリスト教的な信条を指すようになっていった。
現代という信仰の大きな変革期に、西洋文化圏に属する田舎の人々は、保守的な信条と「伝統的な」価値基準を持ち続けているのであるが、pagan は今では「保守的な信条と価値を保つ田舎の人々」というより、前キリスト教的シャーマニズムを概念化した用語として確立している。
初期キリスト教会の新プラトン主義者たちは、洗練されたpagenら（例えばプラトン、ウェルギリウス）の価値をキリスト教化しようと熱心に試みた。このような努力はインテリ層に対しては多少の影響があったが、paganによって示されるもっと一般的な偏見を取り除くことには、ほとんど力がなかった。
pagan という言葉は14世紀から英語に確認できるが、paganismという言葉が17世紀より前に用いられた証拠はない。OEDはエドワード・ギボンの『ローマ帝国衰亡史』(1776)にある "The divisions of Christianity suspended the ruin of paganism." を例示している。これはしかし新しい造語ではなく、アウグスティヌスが既にpaganismusという言葉を用いている。
キリスト教の都会性はアウグスティヌスの著作から例示することができる。De Civitate Dei contra Paganos （paganに対抗する神の市）でアウグスティヌスは、ローマ滅亡に直面して困窮する都市生活キリスト教徒を励ましている。大いなる「人の都市」は滅びようと、キリスト教徒は「神の都市」における究極の市民であると指摘した。
スラヴ人、特に東スラヴ人は、paganを侮蔑語として取り入れた。大略「陰険な野獣」と訳される。語源に関するこの説は、スラヴ人が西のキリスト教を押し付けられて以降、自分たちの中に残った非キリスト教について否定的であったという事実による。
Adam Gorightly の The Prankster and the Conspiracy によると、自然宗教の崇拝者を pagan と呼んだのは、en:Discordianismの提唱者のひとり、en:Kerry Thornley (Omar Khayyam Ravenhurst) であった。

### heathen
heathenは古英語hæðen（キリスト教徒ではない、またはユダヤ人。古ノルド語のheiðinnと比較されたい）から来ている。heathenを日本語に訳すと邪教（邪宗、邪宗門）となる。歴史的に、この単語はおそらくゴート語の haiþi（荒野に住むもの）の影響をうけている。haiþi はウルフィラの聖書（ギリシャ語からゴート語に翻訳された）の中に、haiþno（優しい女性、マルコ伝 7:26）として現れる。この翻訳はおそらくラテン語の paganus（田舎の住民）に影響されたか、ギリシャ語の ethne（民族、異教徒、異邦人）との類似性から選ばれたものだろう。ゴート語のhaiþiはheath（荒地）とは関係なく、アルメニア語のhethanos（これ自体はギリシャ語のethnosによる）によるのではないかとも長らく示唆されてきた。

## 用語法

### 一般的な使用法

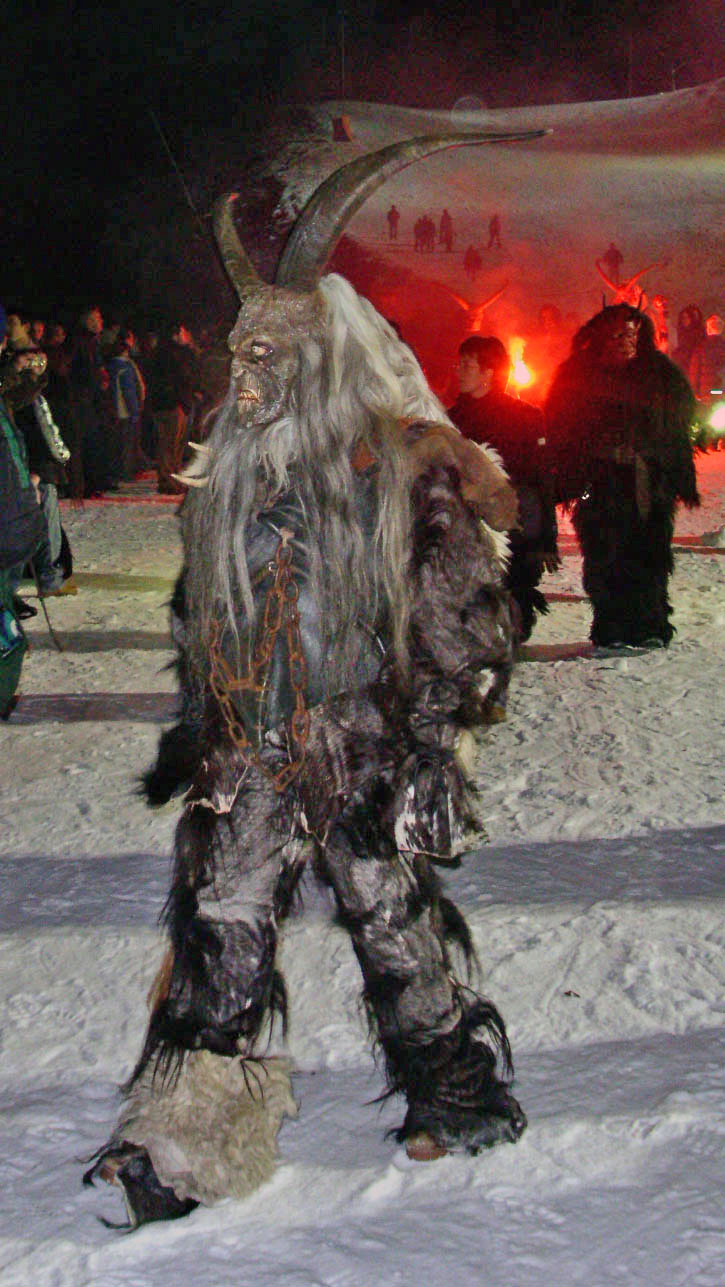
オーストリア、クラーゲンフルトのPerchten

歴史的に "pagan" および "heathen" はユダヤ教、キリスト教、イスラム教といった一神教の信者によって自分たちの宗教を信じない者を指す軽蔑語として用いられてきた。スコットランド及びアイルランドでは、heathenが今もなおカトリック教徒によって非カトリックに対する軽蔑語として用いられている。paganismもまた時として（受容されている一神教に対する）信仰の「欠如」として用いられ、よって時として無神論と本質的に同じものを意味することがある。paganismはしばしば歴史的な古典時代の宗教、その中でも特記すべきはギリシア神話と古代ローマの信仰であるが、を指し、中立的な用語あるいは賞賛を秘めた用語として、これらの信仰を指す用途に用いることもできる。だが、西洋社会の中にロマン主義と信仰の自由が興るまでは、ほとんど常にpaganismはキリスト教会が確立した政治的な枠組みから取りこぼされた異端を罵るために用いられた。一神教信者をむしろ特殊な存在として、あるいは色眼鏡をかけずに扱うべきだと信じる人々によって、この言葉が賞賛を込めて用いられるようになったのは、ようやく19世紀に入ってからのことである。paganはまた、ヘブライ語のpaganini （森の住人）にも由来する。
paganは、俗な、キリスト教的な意味での快楽主義者と同一視されるようになり、感覚的な、物質主義の、独りよがりの、将来に目を向けず洗練された宗教に関心を持たない人物だとレッテルを貼るために用いられるようになった。paganismの限界について注意を喚起したい人々は、通常この言葉を以上のような俗な意味合いで用いる。例えばG.K.チェスタトンは、次のように書いた:
「paganは、良く言えば、自分を楽しもうと試みた。だが、文明化された時、彼は発見したのである。自分を楽しむ者は、他の何も楽しめなくなると。」

### heathenry
"heathen" （古英語でhæðen）はpaganusの訳である。この言葉は特にドイツのpaganismないしドイツの neopaganismについて用いられる。ヤストルフ文化に源流を持つゲルマン民族は5世紀までに東欧および中欧に分布した。その時から、ゲルマン語の各方言は互いに意味が通じなくなっていった。ゲルマン人のキリスト教化は4世紀（ゴート族）から6世紀（アングロサクソン、en:Alamanni）にかけて、ないしは大陸では8世紀（サクソン）にかけて起こり、9世紀から12世紀にはアイスランドとスカンジナビアもキリスト教化された。

### pagan の分類
en:Isaac Bonewits は、paganを次のように分類した:
- 古paganism (paleo-paganism) : ネオペイガニズムと対照して用いるレトロニムである。他の文化によって断絶されなかった paganism を指す。ヒンドゥー教、神道、タキトゥス描くところの民族大移動前のGermanic paganism、カエサル描くケルトの多神教、古代ギリシアおよび古代ローマの宗教がこれに属する。
- 中paganism (meso-paganism) : 一神教、二神教、無神的世界観の影響を受けたが独立した宗教的実践を維持している一群である。ネイティブ・アメリカン、オーストラジアのアボリジニ、ヴァイキング時代、ノルウェーのpaganismが属する。影響としてはフリーメイソン、薔薇十字団、神智学、心霊主義、シーク教、多くのアフリカの少数宗教（ハイチのヴードゥー教やサンテリアなど）を含む。
- ネオペイガニズム (neo-paganism): 近現代人による、キリスト教以前の自然宗教ないし、自然を基盤にもつ精神世界を再び取り戻そうという試み。en:Ásatrú、ネオドルイド教（英語版）やウイッカなど、ニューエイジ時代の再構成や半ば再構成によるものを含む。

## pagan信仰
（英語版へのリンク）
- en:Ancient Greek religion 古代ギリシアの宗教
- en:Ancient Near East Paganism 古代中近東の宗教
- en:Paganism 古代のペイガニズム
- en:Celtic polytheism ケルトの多神教（日本語版ではケルト神話を参照）
- en:Discordianism
- en:Finnish paganism フィンランドのペイガニズム（日本語版ではフィンランド神話を参照）
  - en:Estonian mythology エストニアの神話
- en:Germanic paganism ゲルマンのペイガニズム
  - en:Asatru
  - en:Norse paganism（日本語版では北欧神話を参照）
  - en:Paganism in the Eastern Alps
  - en:Heathenry (new religious movement)
- en:Slavic paganism スラヴのペイガニズム（日本語版ではスラヴ神話を参照）

## ネオペイガン

### ネオペイガニズム
別の用法として、現代の実践家は paganism を不信心に限らず、多神教や汎神教の意味で、しばしば、自然を基盤にした宗教行為を指して用いることがある。それらには復興主義者たちの en:Hellenic polytheism や en:Ásatrú、さらにはもっと近年になって（およそ1940年頃）成立したウイッカが含まれ、これらは通常ネオペイガニズム(neopaganism)と呼ばれる。ネオペイガニズムの信者 (neopagan) たちはしばしば自らを単に pagan と呼ぶが、本項目では pagan といった場合主に古代の宗教を指すことにする。
ネオペイガニズムに含まれる宗教はほかにも、 en:Forn Sed、ケルトのネオドルイド教（en:Neo-druidism）、ランゴバルドのオディン崇拝、リトアニアの en:Romuva (religion)、スラブの en:Rodoverie、フィンランド・ネオペイガニズムがあり、近年になって再構成されたものではなく、古代宗教の復活であると信者たちは主張しているが、その違いははっきりしない。これらリバイバル的宗教は、特にウイッカ、Ásatrú、ネオドルイド教において顕著だが、その起源を19世紀のロマン主義運動に負っており、当時流行していた神秘学ないしは神智学の名残を明瞭にとどめている。その点、歴史的な田舎 (paganus) で信じられていた民間宗教とは異なっている。en:Íslenska Ásatrúarfélagiðは注目すべき例外であり、これは多かれ少なかれ直接的に、生き残った田舎の民話から導かれたものである。
それでもなお、ある実践家たちは、統合を指向する場合であってすら、自分たちの信仰がネオペイガニズムという用語で呼ばれることに抵抗する傾向がある。というのも、彼らは自分たちのしていることが決して新しいことではないと考えているからである。また次の点も指摘しておきたい。現在のところ少数派ではあるが、1990年代以降、復興主義者の間でロマン主義的なあるいはオカルト的な要素を、キリスト教以前の要素とを分離しようと努力する動きが強まっているのである。

### 近現代の自然崇拝
工業化された社会に住む現代のpaganは、自分たちの信条と実践の基盤を、大自然および生きとし生けるもの全てに宿る神性に結びつけている。だが、過去から現在に至る全てのpaganismがそうだとはいえないだろう。数多くの神がいると信じる場合も、全ての生物に存在する意識下の精神（あるいは霊）が全宇宙的に統合してひと柱の神となると信じる場合もありうる。先史時代にさかのぼるpaganismの起源はもはや歴史の彼方に失われてしまったが、近代的な一神教よりも古い。古代のpaganismはアテナイのアテナのように土地土地の神を崇拝する傾向が強かったが、古典時代を通してまたアレキサンダー大王の統治に従い神々が統合された後にはそれぞれの神はオリュンポスの神の様々な面が発露したものだと見られるようになり、女神ローマが都市ローマの人格化であったように、「クニの神々」が各地方に浸透していった。旧体制の面々は自分たちはこれらの神々の地上での代理人であると主張し、それは大なり小なり、国家を支える宗教者たちの官僚機構によって支えられたものであったと思われる。これはpaganismと「主流派」のen:revealed religionがある程度共通に持っていた特徴で、カトリック及び英国国教会の歴史や、過去及び現在のイスラム教にも見いだされるものである。
一つの確立した用法として、paganismには一神教以外の何らかの宗教を信じることという意味がある。となると、古代ギリシアのピタゴラス教団信者は pagan ではないことになる。なんとなれば、彼らはアブラハムの宗教の伝統とは異なる一神教を信じていたからである。否定的に極論すれば、宗教的に正統とされない一切の信条、儀式、楽しみ等は、それに手を染めると反対派から pagan と呼ばれうるものだということになる。例えばバーニングマン、ハロウィーン、果てはクリスマスに至るまで。